# Ian Hogg
Ian Hogg (Auckland, 15 de desembre de 1989) és un jugador de futbol neozelandès que actualment juga pel Portland Timbers de la Major League Soccer i que ha representat Nova Zelanda als Jocs Olímpics.

## Trajectòria per club
Ian Hogg ha jugat en una modesta varietat de clubs futbolístics. Hogg començà jugant professionalment amb el Hawke's Bay United, l'equip de la seva regió, i jugà 31 partits entre el 2006-2008. Després el neozelandès fou fitxat pel Waitakere United on jugà tan sols 3 partits. Hogg retornà al Hawke's Bay United el mateix any i jugà set partits.
Als inicis de la temporada 2009-2010, Hogg fou fitxat per l'Auckland City FC on jugà més de 50 partits i on marcà dos gols. En la mateixa temporada va participar en el Campionat del Món de Clubs 2009 als Emirats Àrabs Units.
L'agost de 2012 va ser transferit al Portland Timbers de la Major League Soccer dels Estats Units.

## Trajectòria internacional
Hogg participà amb la selecció neozelandesa sub-20 en el Campionat del Món de Futbol sub-20 2007 al Canadà i estigué en la plantilla neozelandesa futbolística en els Jocs Olímpics de Beijing de 2008 on jugà contra la Xina (1–1), Brasil (0–5) i Bèlgica (0–1).

## Palmarès
- Lliga de Campions de l'OFC (2): 2010-11, 2011-12.